# Gustav Frohm
Gustav Reinhold Frohm, född 30 december 1890 i Malmö, död 3 februari 1963 i Stockholm, var en svensk affärsman och idrottsledare.
Gustav Frohm var son till skräddarmästaren Anders Frohm. Han utbildade sig efter studentexamen i Malmö 1910 till affärsman och blev 1919 kontorschef och 1940 VD för E. Rydbeck AB och Brand- och Lifförsäkrings AB Skånes generalagentur i Stockholm. Frohm var från 1939 ledamot av styrelsen för Tarifföreningen för ansvarighetsförsäkring med flera branscher samt av Svenska försäkringsföreningens utbildningsnämnd.
Gustav Frohm, som 1906–1912 var utövande idrottsman, var 1911–1913 sekreterare och 1913–1915 ordförande i Malmö Allmänna Idrottsförening samt 1913–1915 sekreterare i Skånes idrottsförbund. Han var senare en av svensk brottnings ledande män, bland annat som vice ordförande i Svenska brottningsförbundet 1933–1939 och från 1939 som ordförande. Därutöver var han biträdande ledare och domare bland annat vid Olympiska spelen 1928–1936. Han var från 1933 överledare för fyrstadsmatcherna i brottning. Frohm blev 1935 ledamot av styrelsen för Sveriges centralförening för idrottens främjande och var skattmästare där 1937–1939. Från 1937 var han ledamot av och skattmästare i Sveriges olympiska kommitté och från 1939 ledamot av Svenska gymnastik- och idrottsföreningarnas riksförbunds överstyrelse.